# Against All Authority (groupe)
Pour les articles homonymes, voir Against All Authority et AAA.
Against All Authority, également appelé -AAA-, est un groupe de punk rock américain, originaire de Miami, en Floride.
Il est DIY de tendance anarchiste. Tout d'abord, -AAA- était complètement auto-produit (concerts, enregistrements, t-shirts...) ; puis ils signent sur un label indépendant Hopeless Records, devenant l'un de ses plus gros groupes. En plus de leur activité musicale, le groupe est souvent impliqué dans des activités plus militantes.

## Biographie
Against All Authority est formé à Cutler Ridge, en Floride en 1992 dans le but de « remettre en question nos différences économiques et promouvoir nos similitudes humaines », selon leur site web officiel. Comme en témoignent leurs paroles, ils sont très engagés politiquement. Le groupe maintient une ferme mouvance do it yourself (DIY) inspiré par les Dead Kennedys et Subhumans. 
Tout d'abord, -AAA- était complètement auto-produit (concerts, enregistrements, t-shirts...). Leur premier album, Above the Law est publié au label Far Out Records. Plus tard, ils signent au label indépendant  Hopeless Records, devenant l'un de ses plus gros groupes. En plus de leur activité musicale, le groupe est souvent impliqué dans des activités plus militantes. Ils auront aussi inspiré bon nombre d'autres groupes. Le guitariste Joe Koontz formera un nouveau groupe appelé Nobody's Hero, avec des membres de The Vandals et Guajiro. Le tromboniste Fin Leavell chantera pour Nightswim. Le batteur Macbeth Proenza formera aussi un nouveau groupe appelé Hit, Play!, avec d'anciens membres de Polly Esther.

## Membres

### Membres actuels
- Danny Lore - basse, chant
- Joe Koontz - guitare, chœurs

### Anciens membres
- Joey Jewkes - trompette
- Craig Malzacher - trompette
- Fin Leavell – trombone
- Spikey Goldbach – batterie
- Jeremy Kaiser – trompette
- Tim « FarOut » Pagones - trombone
- Tim Coats - saxophone
- Kris King - batterie
- Macbeth Proenza – batterie
- Jason Lederman – batterie
- Alan Veronese – trompette
- Marcio « Grim » - batterie
- Sid Goldberger - batterie
- Millan Aguero - batterie

## Discographie

### Albums studio
- 1995 : Destroy What Destroys You
- 1998 : All Fall Down
- 2000 : 24 Hour Roadside Resistance
- 2001 : Nothing New for Trash Like You
- 2006 : The Restoration of Chaos and Order

### EP et splits
- 1994 : Above the Law (7")
- 1996 : -AAA- and the Pist (split 7")
- 1996 : Reject (split avec Anti-Flag)
- 2000 : The Exchange (split avec The Criminals)
- 2005 : Common Rider/Against All Authority Split

### Compilations
- 2003 : Operation: Punk Rock Freedom (Hopeless/Subcity Records) (Just an Obstruction ; extrait de Nothing New for Trash Like You)
- 2003 : Live at the Fireside Bowl (album live)
- Common Rider/Against All Authority Split (Hopeless Records)